# Akhmetullah Nurov
Akhmetullah Nurov (ur. 20 czerwca 1969) – kazachski zapaśnik w stylu klasycznym. Dwukrotny uczestnik mistrzostw świata, siódmy w 1995. Srebrny medal na igrzyskach azjatyckich w 1994. Srebro na mistrzostwach Azji w 1993, brąz w 1995. Trzeci w Pucharze Świata w 1995 roku.